# Rudolf Körösi
Rudolf Körösi (* 31. Oktober 1938) ist ein österreichischer Kameramann und Dokumentarfilmregisseur.

## Leben
Rudolf Körösi wuchs in der Steiermark auf. Er erhielt eine Ausbildung zum Schwachstromtechniker und stieß 1958 als Kameraassistent zur Film- bzw. Fernsehbranche. In den frühen 1960er Jahren begann er eigenständig zumeist kurze Dokumentarfilme zu fotografieren, seit der zweiten Hälfte desselben Jahrzehnts holte man Körösi auch regelmäßig für Fernsehproduktionen mit Spielhandlung. 
Im Dokumentarfilm 5 Bemerkungen zum Dokumentarfilm der Regisseurin Gisela Tuchtenhagen aus dem Jahr 1974, in welchem die Merkmale, Produktionsbedingungen und Ziele des Dokumentarfilms im medienpolitischen Umfeld der BRD in den 1970er Jahren behandelt werden, gibt Körösi im Rahmen eines Interviews ebenso Einblick in seine Arbeitsweise, wie in dem Dokumentarfilm Helga – Die zwei Gesichter der Feddersen von Oliver Schwabe aus dem Jahr 2021.
Körösi, der im schleswig-holsteinischen Rellingen vor den Toren Hamburgs lebt, zog sich zur Jahrtausendwende aus dem Beruf zurück.

## Werk
Körösi arbeitete mit angesehenen Regisseuren wie Peter Schulze-Rohr, Klaus Wildenhahn, Wolfgang Staudte, Eberhard Itzenplitz, Vojtěch Jasný, Claus Peter Witt und immer wieder Eberhard Fechner zusammen. Besondere Bedeutung besitzt seine feinfühlige Kameraarbeit zu Fechners Dokumentarfilm über den Selbstmord einer vereinsamten, alten Dame, Nachrede auf Klara Heydebreck (1969). Für seine Arbeit zu Rolf Schübels 1987 gedrehter Inszenierung Der Indianer erhielt Körösi den Adolf-Grimme-Preis 1990 in Gold. Bereits 1971 hatte er, in Zusammenarbeit mit Hans-Michael Bock, anlässlich des 80. Geburtstags des Filmveterans Fritz Rasp ein Porträt über diesen Altstar gedreht und mit Bock unter dem Titel 18 Bilder mit der Hand auch ein einstündiges Porträt über berühmte Kameraleute des deutschen Films realisiert. Dort gaben unter anderem Günther Anders, Richard Angst, Konstantin Irmen-Tschet und Igor Oberberg über ihr Schaffen Auskunft.
Körösis Erfahrung als filmischer Dokumentarist kam ihm bei ambitionierten, unaufgeregten und präzise beobachtenden Fernseh- (z. B. Vier Stunden von Elbe 1) und Kinospielfilmen (z. B. Winterspelt 1944) zugute, für die Körösi die gewünschten spröden, kargen und glamourfreien Bildkompositionen lieferte. Der von ihm und seiner Frau Ursula fotografierte ZDF-Mehrteiler Tod eines Schülers war zum Jahresbeginn 1981 ein vieldiskutiertes Medienereignis. Serienproduktionen wie u. a. Der Bastian mit Horst Janson und Karin Anselm, Drei sind einer zuviel mit Jutta Speidel, Thomas Fritsch und Herbert Herrmann in den Hauptrollen und Unsere Penny mit u. a. Evelyn Meyka, Rüdiger Lichti und Uwe Ochsenknecht entstanden alle in Zusammenarbeit mit dem Regisseur Rudolf Jugert.

## Filmografie (Auswahl)
- 1961: Des unbekannten Autors ungeschriebenes Stück
- 1963: Auf der Straße
- 1964: Parteitag 64
- 1966: Die Ermittlung
- 1967: Selbstbedienung
- 1967: 498 Third Avenue
- 1968: Vier Stunden von Elbe 1
- 1969: Der Versager
- 1969: Nachrede auf Klara Heydebreck
- 1970: Ludwig van
- 1970: Gezeiten
- 1970: Klassenphoto
- 1971: Tatort: Frankfurter Gold
- 1971: Fritz Rasp erzählt (auch Co-Regie)
- 1972: 18 Bilder mit der Hand (auch Co-Regie)
- 1972: Auf den Spuren der Anarchisten
- 1973: Der Bastian (Fernsehserie)
- 1975: Unsere Penny (Fernsehserie)
- 1977: Winterspelt 1944
- 1977: Drei sind einer zuviel (Fernsehserie)
- 1978: Union der festen Hand
- 1980: Waldwinkel
- 1980: Tod eines Schülers (Fernsehserie)
- 1980: Überfall in Glasgow
- 1981: Kennwort Schmetterling
- 1981: Tegtmeier klärt auf! (TV-Reihe)
- 1982: Die Pawlaks (Fernsehserie)
- 1984–86: Detektivbüro Roth (Fernsehserie)
- 1986: Ein Fall für zwei: Todestag
- 1987: Ein Mann nach meinem Herzen
- 1988: Der Indianer
- 1991: Das Heimweh des Walerjan Wróbel
- 1995: Stubbe – Von Fall zu Fall: Stubbes Erbschaft
- 1995: Virginia Grütter - Más fuerte que el Dolor - stärker als der Schmerz
- 1996: 2 ½ Minuten
- 1997: Woanders scheint Nachts die Sonne
- 2000: Eine öffentliche Affäre

## Auszeichnungen der Filme (Auswahl)
- 1970: Adolf-Grimme-Preis in Silber für Nachrede auf Klara Heydebreck
- 1970: Deutscher Kritikerpreis (Film) für Nachrede auf Klara Heydebreck
- 1971: Goldene Kamera für Nachrede auf Klara Heydebreck
- 1972: Adolf-Grimme-Preis in Silber für Klassenphoto
- 1983: Internationales Filmfestival Paris: Goldmedaille für Winterspelt 1944
- 1990: Adolf-Grimme-Preis für Der Indianer